# Gabriel Marcel
Gabriel Marcel (7. prosince 1889 Paříž – 8. října 1973 Paříž) byl francouzský spisovatel, dramatik a personalistický filozof; bývá řazen mezi představitele křesťanského existencialismu.

## Život a dílo
Marcel studoval filosofii u Henri Bergsona a v letech 1912 až 1923 učil na středních školách. Pak se věnoval filosofii, literatuře, literární a hudební kritice. Napsal 14 divadelních her (těm se však nedostalo většího ohlasu či ocenění) a řadu filosofických esejů. Velkým podnětem k promýšlení základních lidských otázek mu byla první světová válka. Současně si vedl jakýsi filosofický deník, jenž vyšel později pod názvem Journal métaphysique (1927). Jsa vychován nevěřícím otcem (matka, původem židovka, Marcelovi zemřela, když mu byly 4 roky), konvertoval roku 1929 ke katolicismu. Po druhé světové válce byl hojně překládán, cestoval a přednášel. 1949 byl vyznamenán Velkou cenou za literaturu Francouzské akademie, 1958 Velkou cenu za literaturu a 1958 obdržel Erasmovu cenu. V roce 1968 navštívil Prahu a přednášel na Karlově univerzitě.

## Myšlení
Velkým tématem Marcelova myšlení i literární tvorby je tajemství lidské existence a byl patrně první, kdo použil pojem existencialismus. Sám však toto označení později odmítal: hovořil spíše o „novosókratismu“ či „filosofii dialogu“.
V jedné ze svých nejznámějších knih, „Být a mít“ (Être et avoir, 1935), rozebírá rozdíl mezi tím, čím jsme a co máme; na jeho myšlenky navázal později Erich Fromm. Marcel ostře kritizoval Descarta, že svým cogito „uzavírá člověka do ulity osamění“, ačkoli člověk se sám k sobě dostává jen oklikou přes druhého, a to v lásce. Tímto důrazem na „spolupřítomnost“ a „intersubjektivitu“ je blízký židovským myslitelům Martinu Buberovi a Emmanuelu Lévinasovi, ale také Karl Jaspersovi a Paul Ricoeurovi, s nimiž měl přátelské styky. Rozdíl mezi problémem a tajemstvím vymezuje Marcel takto:
“Problém je něco, co brání v cestě. Mám jej celý před sebou. Naopak tajemství je něco, v čem jsem angažován, co mne přitahuje – a co tedy z povahy věci nemám celé před sebou.“

## Citáty
| „                | Milovat někoho, to znamená říci mu: ty neumřeš. | “ |
| — Gabriel Marcel |                                                 |   |

## Vybrané dílo
- Existence a objektivita (1925, článek)
- Metafyzický deník (1927)
- Postavení ontologického tajemství a jak se k němu konkrétně přiblížit (1933, přednáška)
- Být a mít (1935)
- Lidé proti lidskosti (1951)
- Od odmítnutí k výzvě (1940)
- Homo Viator (1944)
- Tajemství bytí (1951)
- Přítomnost a nesmrtelnost (1959)
- Cestou k jakému probuzení (1971)
- K filosofii naděje. Praha 1971
- Přítomnost a nesmrtelnost. Praha 1998
- Od názoru k víře. Praha 2004
- P. Ricoeur – G. Marcel, Rozhovory. Brno 1999